# Hydrogenperoxosíran draselný
Hydrogenperoxosíran draselný (dříve též hydrogenpersíran draselný) se sumárním vzorcem KHSO5 je chemická sloučenina široce používaná jako oxidační činidlo. Jde o draselnou hydrogensůl kyseliny peroxosírové.
Draselnou sůl dodávají dva výrobci: Evonik (dříve Degussa) pod značkou Caroat a DuPont pod značkou Oxone; tyto značky jsou nyní součástí standardního chemického slovníku. Hydrogenperoxosíran draselný je součástí trojité soli se vzorcem 2KHSO5·KHSO4·K2SO4. Standardní elektrodový potenciál této sloučeniny je -1,44 V s poloreakcí dávající hydrogensíran.
HSO4− + H2O → HSO5− + 2 H+ + 2 e−
Ilustrativní ohledně síly organické oxidace této soli je přeměna akridinu na odpovídající akridin-N-oxid.
Oxiduje též thioethery na sulfony se dvěma ekvivalenty.
S jedním ekvivalentem je reakce převádějící sulfid na sulfoxid mnohem rychlejší než ta převádějící sulfoxid na sulfon, takže lze reakci pohodlně zastavit v této fázi, je-li to potřeba.